# Горячева, Ксения Александровна
Ксе́ния Алекса́ндровна Горя́чева (род. 16 мая 1996, Аромашево, Тюменская область) — российский общественный и политический деятель. Депутат Государственной думы Федерального собрания Российской Федерации VIII созыва. Первый заместитель председателя комитета Государственной Думы по науке и высшему образованию. Секретарь Санкт-Петербургского регионального отделения политической партии «Новые люди». Из-за вторжения России на Украину находится под международными санкциями Евросоюза, США, Великобритании и ряда других стран.

## Биография
Ксения Горячева родилась 16 мая 1996 года в селе Аромашево Аромашевского района Тюменской области, в школьные годы входила в актив детско-юношеского общественного объединения «Ноосфера» в Голышманово.
В 2019 году окончила Российский экономический университет имени Г. В. Плеханова (факультет бизнеса). Под авторским псевдонимом «Volnyanka» публиковала свои стихи и прозу. В этом же году выпустила книгу о любви «Незрелое». Работала младшим менеджером по региональному развитию в Благотворительном фонде поддержки образовательных программ «КАПИТАНЫ», основанном лидером партии «Новые люди» Алексеем Нечаевым. Руководила молодёжной образовательной программой «Капитаны». Стала секретарём Санкт-Петербургского регионального отделения партии «Новые люди».

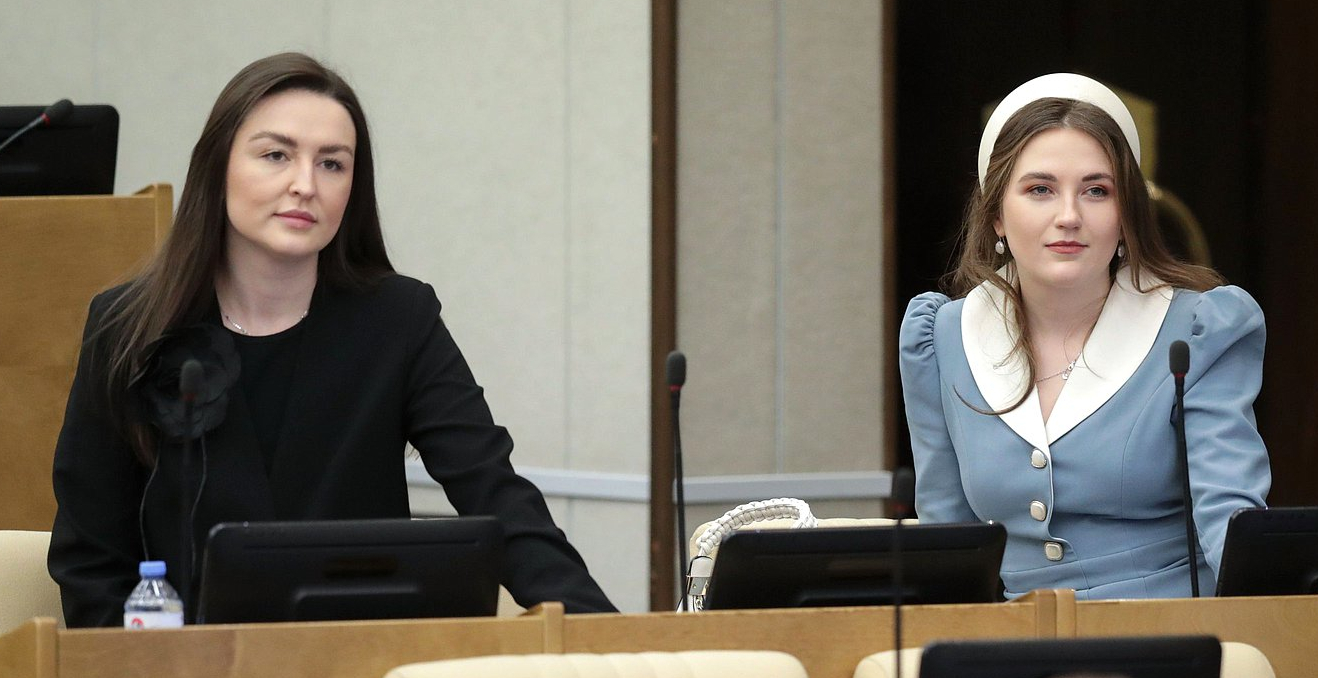
Депутаты ГД РФ Анна Скрозникова и Ксения Горячева во время пленарного заседания (27 февраля 2024)

В 2021 году была выдвинута «Новыми людьми» на выборы в Государственной думы Федерального собрания Российской Федерации VIII созыва. В своей предвыборной кампании Горячева говорила о необходимости реформ в системе образования, предлагала упразднить Рособрнадзор и ввести налоговую льготу для предприятий, которые будут принимать молодых сотрудников без опыта работы. 19 сентября 2021 года по федеральному партийному списку избрана депутатом. Стала первым заместителем председателя комитета Государственной Думы по науке и высшему образованию.
На фоне вторжения России на Украину Горячева была включена в санкционные списки Евросоюза, Великобритании, США, Швейцарии, Австралии, Японии, Украины, Канады и Новой Зеландии.
В августе 2024 года вместе с однопартийцем Владиславом Даванковым поддержали телеграм-канал BRIEF, получивший статус иностранного агента.

## Личная жизнь
25 апреля 2025 года вышла замуж за Данила Махницкого (сооснователя организации «Общество.Будущее»).